# Yaolin (köpinghuvudort i Kina, Zhejiang Sheng, lat 29,90, long 119,54)
Yaolin (kinesiska: 瑶琳, 瑶琳镇) är en köpinghuvudort i Kina. Den ligger i provinsen Zhejiang, i den östra delen av landet, omkring 72 kilometer sydväst om provinshuvudstaden Hangzhou. Antalet invånare är 27 078. Befolkningen består av 13 644 kvinnor och 13 434 män. Barn under 15 år utgör 12,0 %, vuxna 15-64 år 72 %, och äldre över 65 år 15,0 %.
Runt Yaolin är det ganska tätbefolkat, med 199 invånare per kvadratkilometer. Närmaste större samhälle är Xindeng, 19,9 km öster om Yaolin. I omgivningarna runt Yaolin växer i huvudsak blandskog.
Genomsnittlig årsnederbörd är 2 207 millimeter. Den regnigaste månaden är juni, med i genomsnitt 474 mm nederbörd, och den torraste är januari, med 82 mm nederbörd.